# Sky News & Documentaries
Sky News & Documentaries var en tv-kanal från British Sky Broadcasting som bestod av en blandning av kanalerna Sky News, The Computer Channel och The National Geographic Channel. Kanalen sändes speciellt till tittarna i de nordiska länderna men blev aldrig någon större succé då många av tittarna redan kunde se originalkanalerna.
Kanalen lanserades 1997 samtidigt som Sky Entertainment och ingick i en satsning på att sända i Skandinavien med inriktning på CTV-abonnenterna.